# Athalia (Haendel)
Pour les articles homonymes, voir Athalia (homonymie).

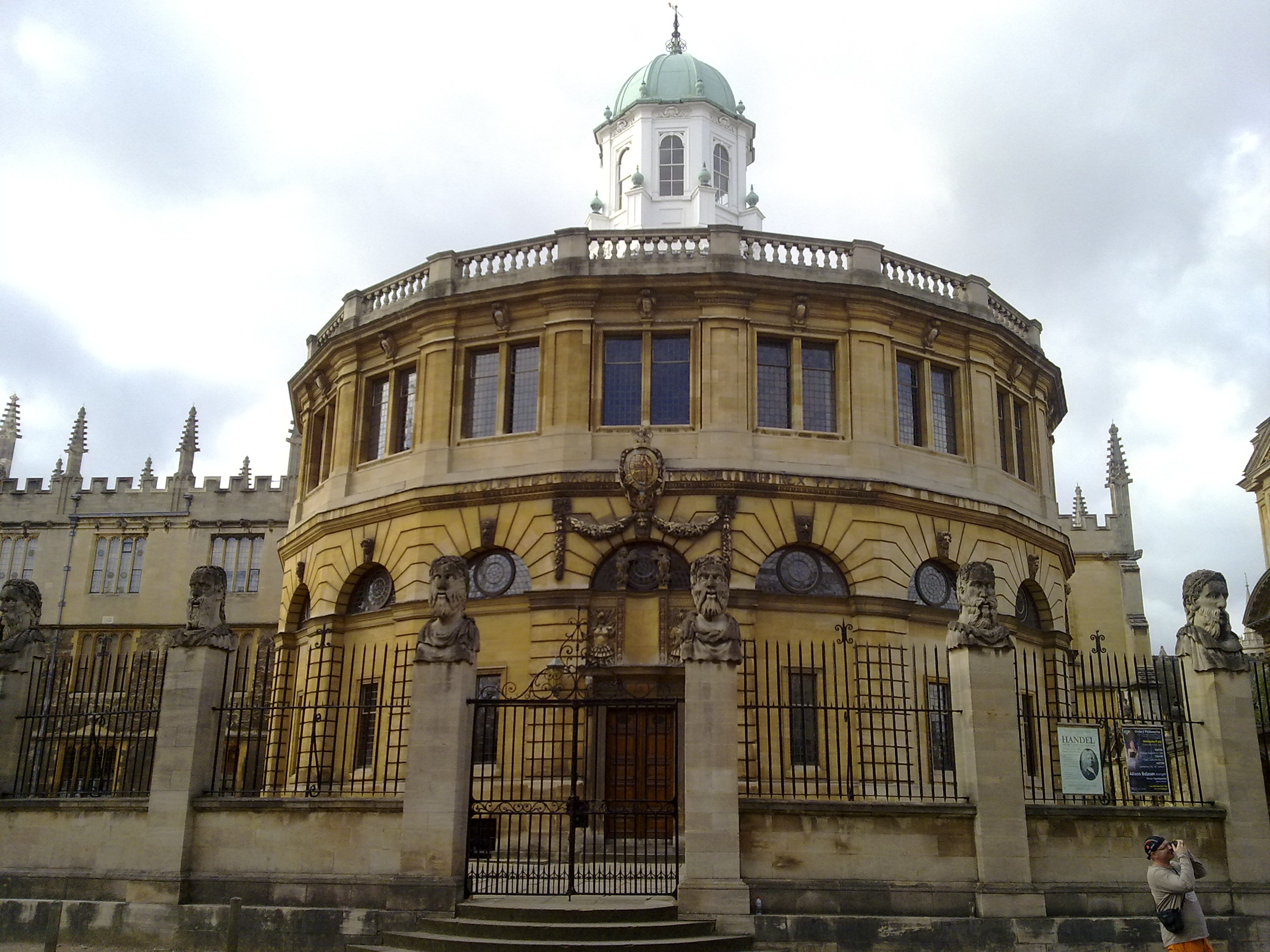
Le Sheldonian Theatre d'Oxford, lieu de la première exécution de l’œuvre.

Athalia (HWV 52) est un oratorio anglais de Georg Friedrich Haendel, le troisième en date qu'il a composé, après Esther et Deborah.
Sa composition en 1733 répond à une commande pour le Publick Act à Oxford, cérémonie de remise des prix des collèges de cette ville dont l'un proposa à Haendel un titre Honoris Causa que, d'ailleurs, celui-ci déclina. La première exécution eut lieu le 10 juillet 1733 au Sheldonian Theatre à Oxford.
L'histoire se fonde sur celle de la reine Athalie, personnage de l'Ancien Testament ; comme Esther, ce personnage avait inspiré à Jean Racine une de ses deux dernières tragédies, toutes deux tirées de récits bibliques.